# Cohesor

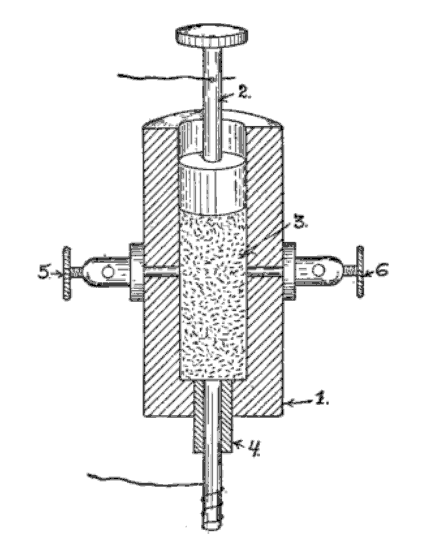
Circuito eléctrico del Tubo de Branly relleno con virutas de hierro (posteriormente denominado "cohesor")

Un cohesor es un dispositivo que permite la detección de ondas de radio y que se usó en los primeros años de la telegrafía sin hilos.

## Descripción
Inventado por el científico francés Édouard Branly, el cohesor consiste en un tubo cilíndrico aislante, normalmente de vidrio, con sus dos bases cubiertas interiormente por dos conductores unidos a sendos electrodos externos. El tubo se llena de virutas metálicas que quedan presionadas dentro del mismo.

## Funcionamiento
El contacto con el aire oxida superficialmente las virutas del cohesor, lo que las aísla eléctricamente unas de otras. La capa de óxido tiene un efecto similar al de un diodo. Cuando una corriente de radiofrecuencia y la intensidad suficiente atraviesa el cohesor, se producen pequeños arcos entre las virutas, que las sueldan, formando un camino de baja resistencia entre sus dos electrodos. Es decir, ante un pulso de radiofrecuencia, el cohesor pasa a un estado de baja resistencia, en principio permanente.
Para que el cohesor pueda detectar el siguiente pulso, debe pasar a su estado de alta impedancia, lo que se consigue golpeándolo para romper las microsoldaduras formadas entre las virutas.

## Utilización
El cohesor se intercalaba entre la antena resonante y un relé, de modo que un pulso de radiofrecuencia accionaba el relé. A su vez, el relé golpeaba al cohesor para dejarlo en condiciones de detectar el siguiente pulso. Un circuito secundario, alimentado por una pila y controlado por el relé, permitía tener pulsos de potencia suficiente para un zumbador.
El comportamiento del cohesor resulta, pues, ser digital, lo que lo inhabilita para funcionar demodulando señales de voz. Además, el nivel RF necesario para que funcione es bastante elevado, por lo que el cohesor fue abandonado en favor del detector de galena y del diodo termoiónico.